# 아프리카오색조류
아프리카오색조류(African barbets)는 딱따구리목 아프리카오색조과(Lybiidae)에 속하는 조류의 총칭이다. 꽤 오랫동안 아프리카오색조류를 아메리카와 아시아오색조류와 통합하여 오색조과로 분류해 왔지만, 이제 오색조과는 주로 아메리카 계통만을 제한적으로 분류하고 있다. 숲 안쪽에 사는 리비우스속(Libyus)부터 숲과 관목 지대에 사는 쇠오색조속(Pogoniulus)까지 42종이 분포하고 있다. 남아프리카공화국의 남서 지역 끝 부분을 제외한 사하라 이남 아프리카 전지역에서 발견된다.

## 하위 속
- Buccanodon
- Gymnobucco
- 리비우스속(Libyus)
- 쇠오색조속(Pogoniulus)
- Stactolaema
- Trachyphonus
- Tricholaema